# Mmamagwa
Mmamagwa, auch Mmamagwa Hill, ist ein archäologischer Fundplatz im Central District in Botswana am Fluss Motloutse, einem Nebenfluss des Limpopo nahe der Mündung des Shashe.
Der Fundort wird zwei verschiedenen Perioden zugeschrieben, von denen die erste, die Mapungubwe-Kultur, von 1100 bis 1450 reicht und die direkt anschließende zweite, die Khami-Kultur, bis 1650. Artefakte sind Töpferwaren und Glasperlen. 
Die Mapungubwe-Kultur in Mmamagwa wird wie Mapungubwe auf der gegenüberliegenden Seite des Limpopo und der Mündung des Shashe mit dem Munhumutapa-Reich in Verbindung gebracht, wenn nicht in eine Vasallenbeziehung.
Koordinaten: 22° 8′ S, 29° 40′ O